# (11302) Rubicon
(11302) Rubicon (1993 BM5) – planetoida z pasa głównego asteroid okrążająca Słońce w ciągu 4,69 lat w średniej odległości 2,8 j.a. Odkryta 27 stycznia 1993 roku. Nazwa planetoidy pochodzi od nazwy rzeki, znanej z historii Cesarstwa rzymskiego.